# لبيب حسين أبو ركن
لبيب حسين أبو ركن (بالعبرية: לביב חוסיין אבו רוכן‏) (مواليد عام 1911 - 20 نوفمبر 1989) سياسي إسرائيلي درزي. كان عضوًا في الكنيست عن قائمة التعاون والإخاء بين عامي 1959 و1961.

## السيرة الذاتية
ولد أبو ركن في بلدة عسفيا خلال العهد العثماني، خلال الثورة العربية في أواخر الثلاثينات كان متورطًا في إقامة علاقات مع آبا هوشي (سكرتير مجلس عمال حيفا) والهاغاناه، وكان أيضا عضوا في الهستدروت -الاتحاد العام لنقابات العمال الإسرائيلية.
خلال حرب 1948 قام بتجنيد متطوعين من الدروز للقتال في الجيش الإسرائيلي، وساعد في تأسيس مجموعات تعاونية في القرى الدرزية والعربية بعد الحرب، بما في ذلك بستان التي كانت تبيع الخضروات. أصبح رئيسًا لمجلس عسفيا المحلي عام 1950 وتولى هذا المنصب حتى عام 1959 عندما تم انتخابه للكنيست. رغم أن الحزب احتفظ بقوته المكونة من مقعدين في انتخابات عام 1961، فقد خسر كل من أبو ركن ويوسف دياب مقعديهما.
في عام 1963 تم تعيينه قاضٍ في محكمة الدروز الدينية، وفي عام 1980 أصبح قاضيًا في محكمة الاستئناف الدينية الدرزية. توفي في عام 1989.

## وصلات خارجية
- لبيب حسين أبو ركن على الموقع الإلكتروني للكنيست